# ریزموش بوتلر
ریزموش بوتلر (نام علمی: Sminthopsis butleri) نام یک گونه از سرده ریزموش‌ها است.